# Abraham Rundbäck
Abraham Rundbäck, född 30 januari 1827 i Barnarps socken, Jönköpings län, död 12 juni 1893 i Växjö, var en svensk politiker och skolman. Han var bror till Jöns Rundbäck.
Rundbäck var son till bonden och smeden Jonas Rundbäck och Sara Elisabeth Abrahamsdotter. Efter filosofie magistergrad vid Lunds universitet 1853 var han lektor i matematik vid Växjö läroverk och 1861–1892 den förste folkskoleinspektören i Växjö stift. Han blev invald i andra Kammaren i riksdagen 1870, och var ledamot av första kammaren 1888–1890. I riksdagen sysslade han huvudsakligen med skolpolitik, försvarsfrågor och konstitutionsfrågor. Till en början räknades han till Intelligensen (Centern) men stod även Lantmannapartiet nära. År 1883 blev Rundbäck medlem av Nya Centern och motarbetade Posses ministärs förslag om en värvad armé. Posses ministär hade ett hemligt samarbete med Lantmannapartiet som Rundbäck kan ha haft kännedom om, då hans bror var medlem i det partiet.
Rundbäck hade ett stort inflytande på folkskolans utformning under den senare delen av 1800-talet. Han propagerade för att skolan skulle vara åldersdifferentierad, och kritiserade skolväsendet som inte förmådde lära eleverna vad skolplanen stadgade. På hans initiativ ökade antalet skolor i landet, och småskollärare började utbildas. Många nyare förslag motarbetade han dock, såsom skönlitteratur för landsortens bibliotek och slöjdundervisning.
År 1892 erhöll han Illis Quorum. En del av hans självbiografi, Anteckningar från mitt liv, publicerades 1944.